# タイ・リッジバック・ドッグ

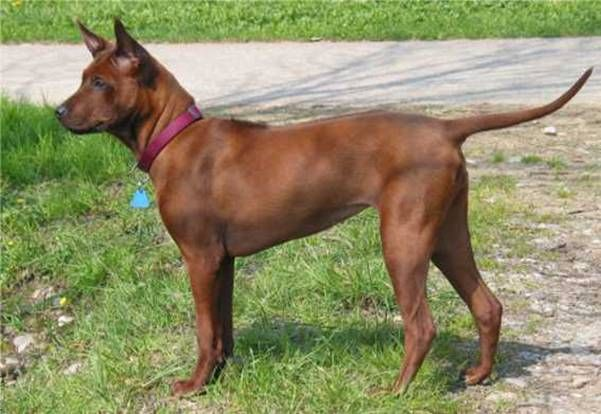
タイ・リッジバック・ドッグ

タイ・リッジバック・ドッグ（英：Thai Ridgeback Dog）とは、タイ王国原産のガードドッグ・狩猟用の犬種である。タイではマー・タイ（タイの犬）と呼ばれていて、タイで唯一のFCI公認犬種である。

## 歴史

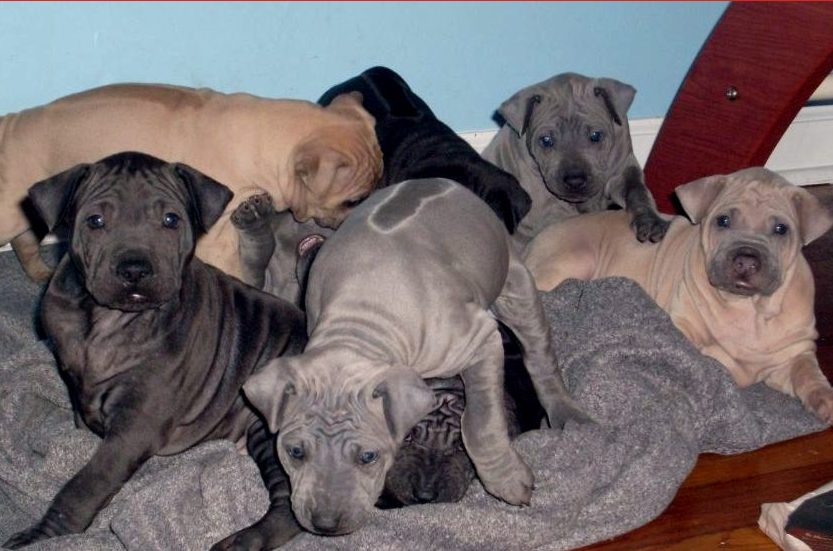
仔犬

およそ3000年前には既に存在していた古代犬種である。ディンゴに近い原始的な犬種であるが、生い立ちはよく分かっていない。独特の特徴であるリッジバックははじめ南アフリカ原産のホッテントット・ドッグとタイの土着の犬との交配によって出来たと考えられていたが、現代はそうではなく自然に発生した個体がもとになって出来たものと考えられている。主に家の番犬として飼われているが、時にはイノシシやウサギをパックで狩る事もある。近年外国にも知れ渡り、ショードッグとして変われるものも増えてきている。日本でも時々輸入されて登録されているが、世界的にもまだまだ珍しい犬種である。
なお、これの親せき種にはベトナム原産のプー・クォック・リッジバック・ドッグがいて、それはタイ・リッジバック・ドッグよりも先祖の犬種に近いものであると見られている。

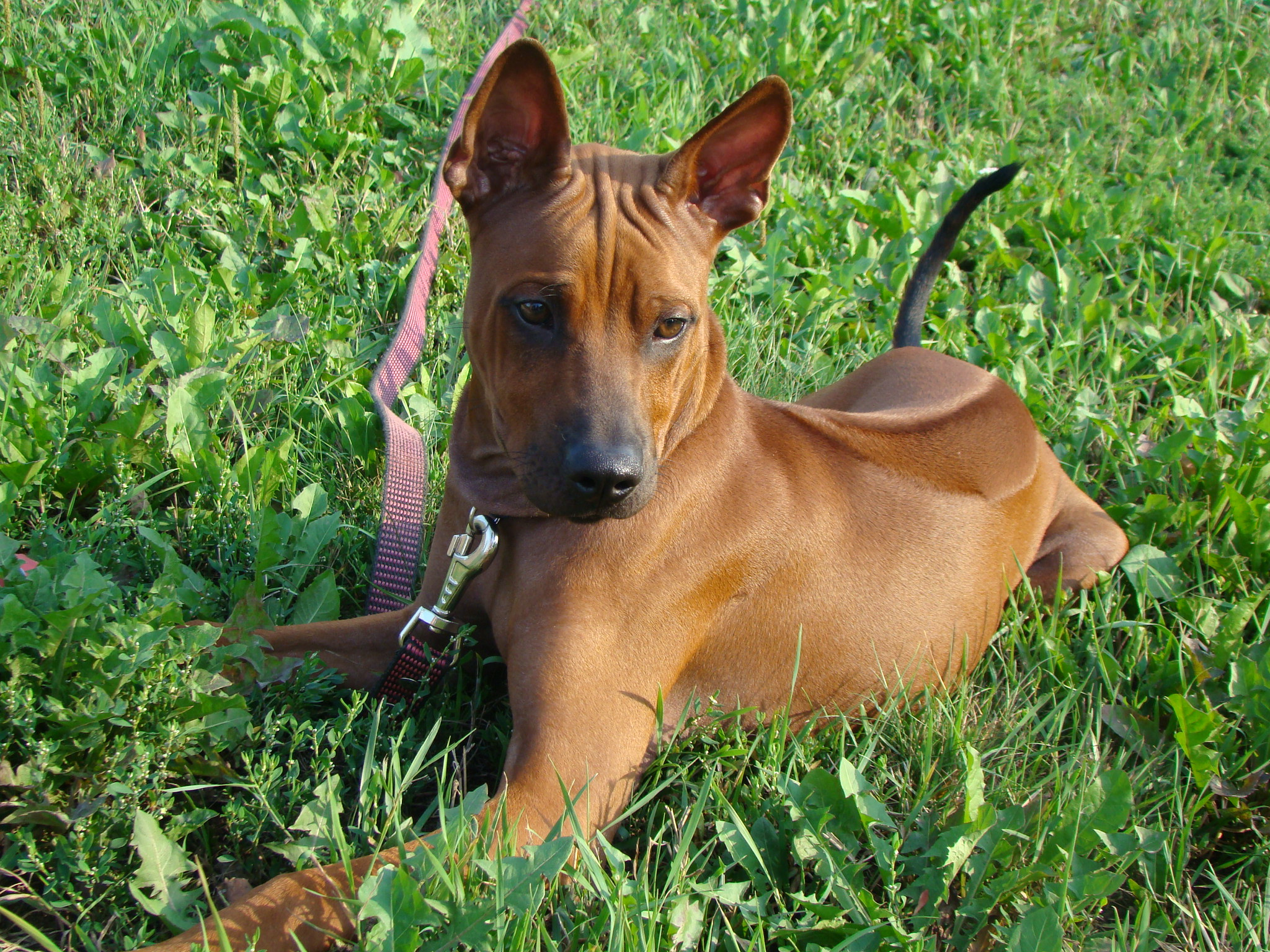
Thai Ridgeback

## 特徴

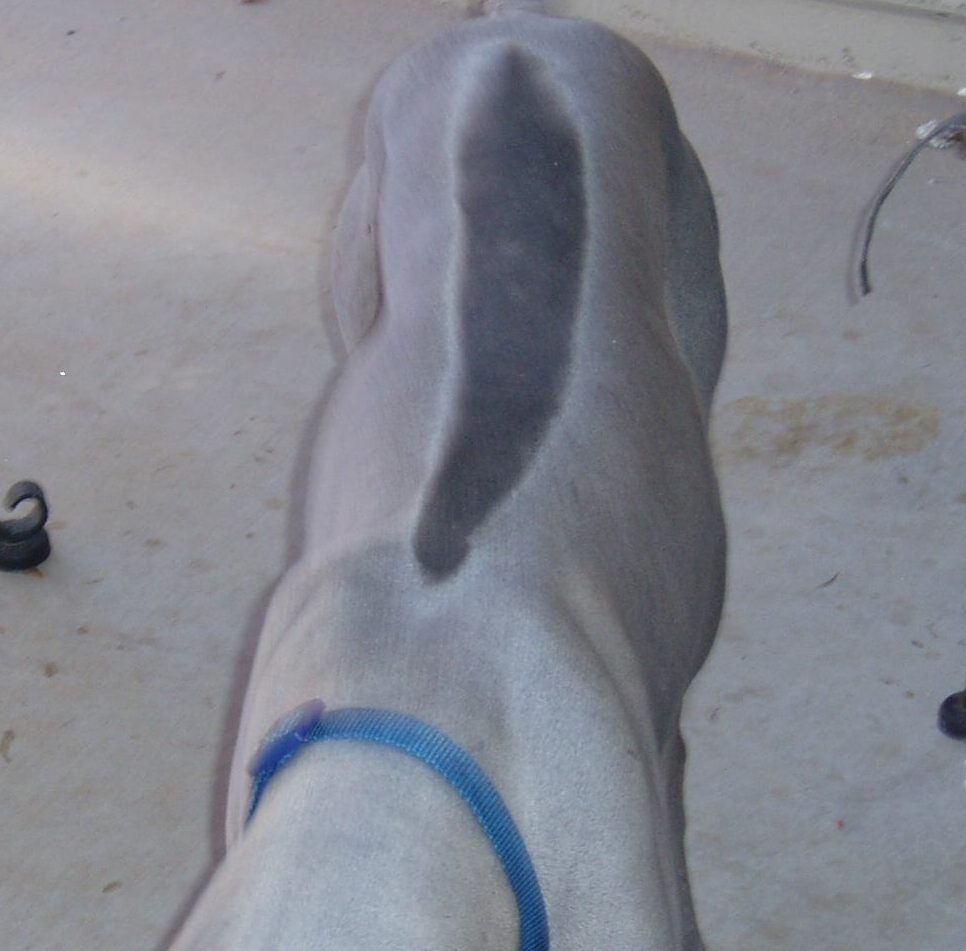
タイ・リッジバック・ドッグのリッジバック

原始的な面影を残している犬種のひとつである。引き締まった筋肉質の体つきをしていて、スムースコートで飾り毛等は無く、毛色はレッド、ブルー、ブラック、シルバー。どの毛色でもマズルが黒いのが普通である。大きめの立ち耳、垂れ尾。うなじのあたりから尾の付け根まで一筋の毛並みが逆になっているリッジバックが生えているのが特徴である。リッジバックには矢印型や針型などの数種類の型がある。爪はジェットブラック色で硬く、脚が長くて身体能力も非常に高い。体高は雄56～61cm、雌51～56cmで体重は23～34kg。性格は物静かで忠実、愛情深く温和であるが、警戒心が強い。

## 参考
- 『犬のカタログ2004』（学研）中島眞理 監督・写真
- 『日本と世界の愛犬図鑑2007』（辰巳出版）佐草一優監修
- 『デズモンド・モリスの犬種事典』（誠文堂新光社）デズモンド・モリス著書、福山英也、大木卓訳 誠文堂新光社、2007年